# 岩田太郎 (ジャーナリスト)
岩田 太郎（いわたたろう、1963年 - ）は、日本のジャーナリスト。

## twitterでの発言
- 日本国民は憲法遵守義務あんで。憲法読んだことあるんか。[3]
- 平等権とは、国民であれば誰一人として国家か差別禁止法もLGBT法も要らない。憲法14条で、すべてのグループを法の下で平等に扱えばよいだけ。[4]
- 憲法14条はすべての人を平等に扱えと言っているのであって、不平等を解消せよとか支援せよとは言っていない。[5]
- 差別禁止法もLGBT法も要らない。憲法14条で、すべてのグループを法の下で平等に扱えばよいだけ。[6]
- 性自認は常に動くもの。まさに動くゴールポストだよね[7]
- （アファーマティブ・アクションって、知ってるかな？？と聞かれて）ああ、憲法に明文化されて定められた基本的人権に反する、新たな権利を発明して憲法の一部だと主張するsubstantive due processのことね。憲法98条違反だよ。[8]